# Warnakomoponafaja
Warnakomoponafaja is een dorp in het ressort Boven-Saramacca in Sipaliwini, Suriname.
De naam van het dorp betekent "de haas die uit het vuur verscheen". Tijdens de bouw van het dorp werd een kampvuur aangestoken en opeens sprong een haas uit zijn hol, en ontvluchtte door de vlammen. Het inwonersaantal in 1904 werd geschat op 80 inwoners. Het dorp lag in de bocht van de rivier en had veel vruchtbomen.
Dorpen in de omgeving zijn Makajapingo (1,2 km), Tabrikiekondre (3 km), Stonkoe (1. km) en Mofina (0,6 km). 